# (8579) Hieizan
(8579) Hieizan – planetoida z pasa głównego asteroid okrążająca Słońce w ciągu 3 lat i 332 dni w średniej odległości 2,48 au. Została odkryta 11 grudnia 1996 roku w obserwatorium astronomicznym w Ōizumi przez Takao Kobayashiego. Nazwa planetoidy pochodzi od Hieizan, słynnego górskiego pasma położonego na północny wschód od Kioto i na zachód od jeziora Biwa, gdzie w VIII wieku powstała świątynia Enryaku-ji odgrywająca ważną rolę w buddyzmie a także w historii i kulturze Japonii. Przed nadaniem nazwy planetoida nosiła oznaczenie tymczasowe (8579) 1996 XV19.